# As Vidas de Chico Xavier
As Vidas de Chico Xavier, publicado no ano de 2003, é um livro biográfico escrito pelo jornalista e escritor Marcel Souto Maior. Conta a história do médium e filantropo mineiro Francisco Cândido Xavier.
Best-seller aclamado pela crítica e pelo público, o livro serviu como base para o filme Chico Xavier (2010) e até 2013 já havia vendido mais de um milhão de exemplares.
Este livro é o primeiro de uma série composta por três títulos do mesmo autor, os outros são: Por Trás do Véu de Ísis (2004) e As Lições de Chico Xavier (2005).